# Irun
Irun (em basco) ou Irún (em castelhano) é um município do País Basco (Espanha) na província de Guipúscoa.
Tem fronteiras com França, país do qual se encontra separado pelo rio Bidasoa. Conta com uma população de 60 416 habitantes (2007), ainda que a aglomeração urbana de Irún (a chamada comarca de Txingudi, que somaria as cidades de Hendaya e Fuenterrabía) supera os 95 000 habitantes.
É a maior das três cidades com uma vasta extensão e grandes blocos de vivendas como o bairro de El Pinar, Artia, Dumboa e San Miguel (rua Fuenterrabía). Pelo seu aspecto aparenta ser una cidade maior do que realmente é. Ainda assim, a zona histórica não é apenas uma, ou seja, os restos desta estão repartidos por toda a cidade devido ao incêndio provocado em 1936 que destruiu a maior parte da cidade, pelo que se teve que reconstruir.